# كارل هاينريش لانغ
كارل هاينريش لانغ (بالألمانية: Karl Heinrich von Lang)‏ (و. 1764 – 1835 م) هو مؤرخ منطقة، وأمين الأرشيف، وسياسي ألماني، وكان عضوًا في متنورون، والأكاديمية البروسية للعلوم، والأكاديمية البافارية للعلوم والعلوم الإنسانية، توفي في آنسباخ، عن عمر يناهز 71 عاماً.